# 三遊亭楽京
三遊亭 楽京（さんゆうてい らっきょう）は、落語家の名跡。
- 三遊亭楽京 - 石田章洋
- 三遊亭楽京 - 本項にて記述

三遊亭 楽京（さんゆうてい らっきょう、1970年3月3日 - ）は、円楽一門会所属の落語家。出囃子は『御所の御庭』。

## 来歴
埼玉県深谷市出身。杏林大学卒業後は紋多一声（久保田尚）門下で2年ほど大道芸の修行をする。
1994年4月、柳家小里んに入門。前座名は「柳家小たけ」。1997年12月、三遊亭楽太郎に再入門、前座名「三遊亭楽志郎」を名乗る。
2001年9月、三遊亭花楽京に改名して二ツ目に昇進した。
2008年3月、楽京に改名して真打に昇進する。

## 芸歴
- 1994年4月∶柳家小里んに入門、前座名「小たけ」。
- 1997年12月∶三遊亭楽太郎に再入門、前座名「楽志郎」。
- 2001年9月∶二ツ目昇進、「花楽京」と改名。
- 2008年3月∶真打昇進、「楽京」と改名。

## 人物
東京・埼玉・千葉にて年4回、独演会「楽京のはなし」を主催している。